# Marele icosaedru
În geometrie marele icosaedru este un poliedru Kepler–Poinsot cu simbolul Schläfli {3,5⁄2}. Este unul dintre cele patru poliedre regulate neconvexe. Este compus din 20 de fețe triunghiulare, cu cinci pentagrame care se întâlnesc în fiecare vârf. Un poliedru neconvex are fețe care se intersectează care nu reprezintă laturi sau fețe noi. Doar cele marcate cu sfere aurii sunt vârfuri, iar cele cu linii argintii sunt laturi.
Marele icosaedru poate fi construit în mod analog pentagramei, analogul său bidimensional, prin prelungirea fețelor simplectice (n−1)-dimensionale ale nucleului n-politopului (cu triunghiuri echilaterale pentru marele icosaedru și segmente pentru pentagramă) până când se realizează fețele regulate.
Dualul său este marele dodecaedru stelat, iar analogul său cvadridimensional este marele 600-celule.

## Imagini

Pavare sferică cu densitatea 7. (O față triunghiulară sferică este conturată albastru și colorată galben)
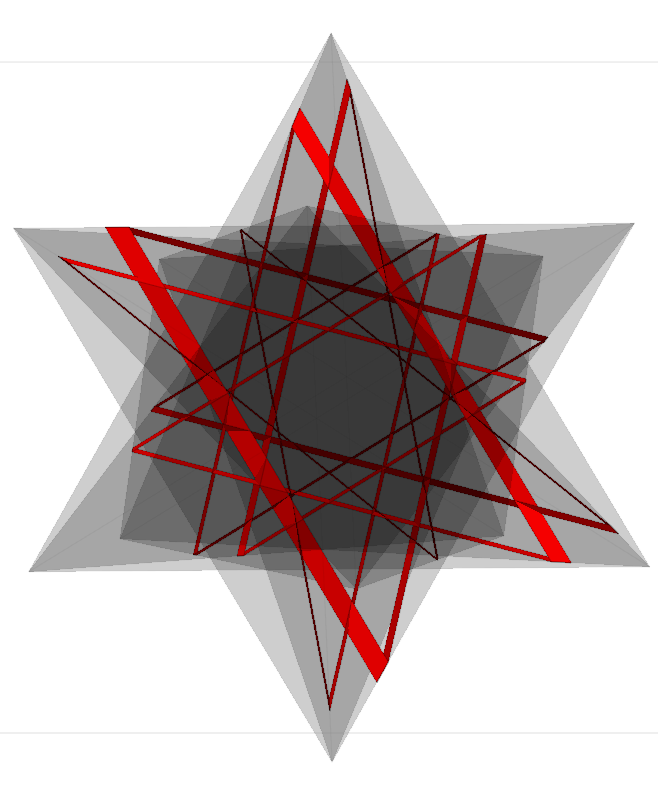
Densitatea, 7 în secțiune.
Diagrama stelării, corpul W41 din lista Wenninger.
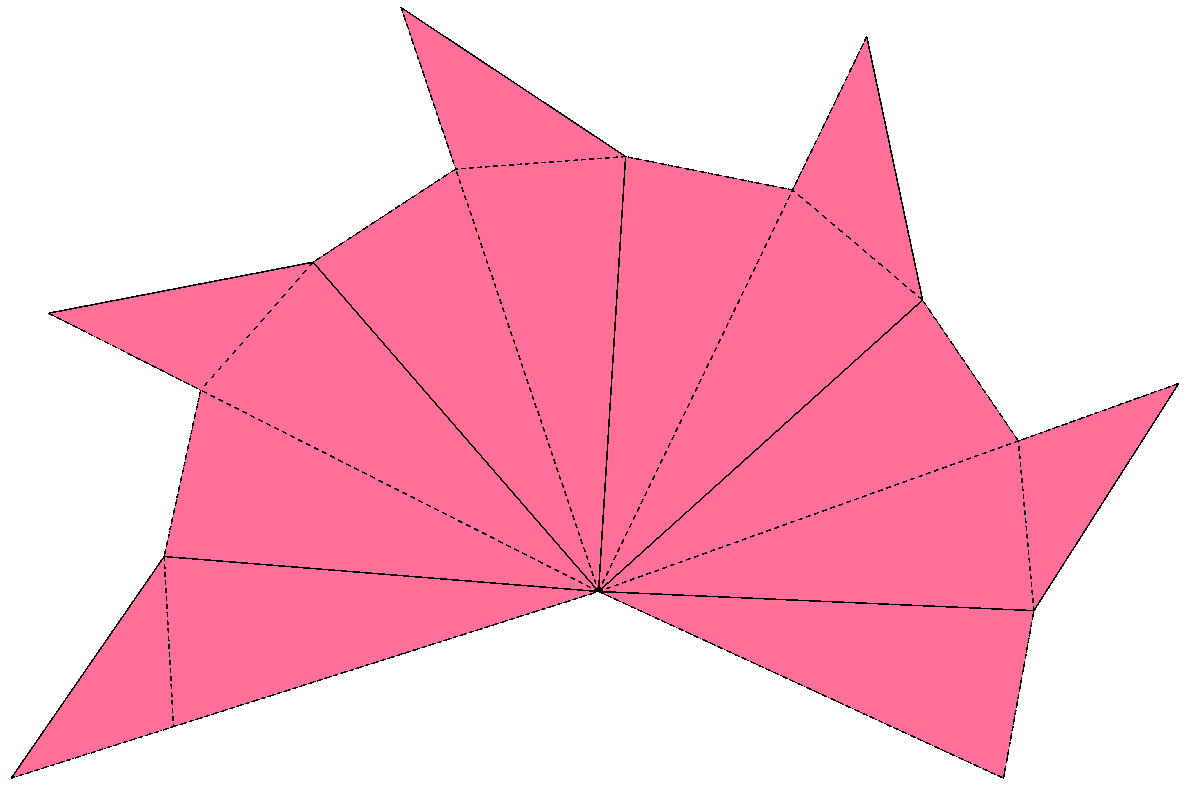
12 astfel de forme aranjate pe un dodecaedru formează desfășurata.

## Snub
Marele icosaedru poate fi construit ca snub uniform, cu fețe colorate diferit și doar simetrie tetraedrică: . Această construcție poate fi numită tetraedru retrosnub sau or tetratetraedru retrosnub, similar cu simetria tetraedrului snub a icosaedrului, ca fațetare parțială a octaedrului trunchiat (sau tetraedrul omnitrunchiat ): .Poate fi construit și cu triunghiuri de 2 culori și simetrie piritoedrică ca:  sau  , și este numit octaedru retrosnub.

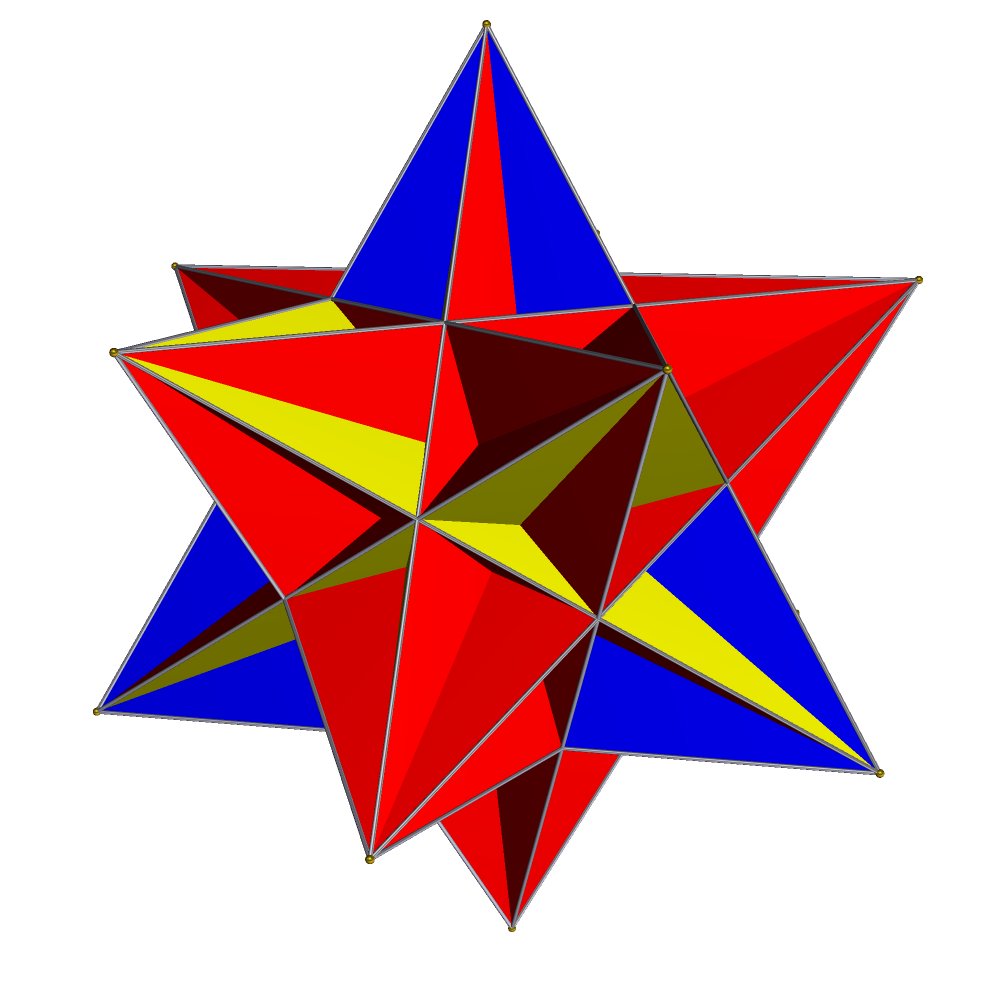
Simetrie tetraedrică
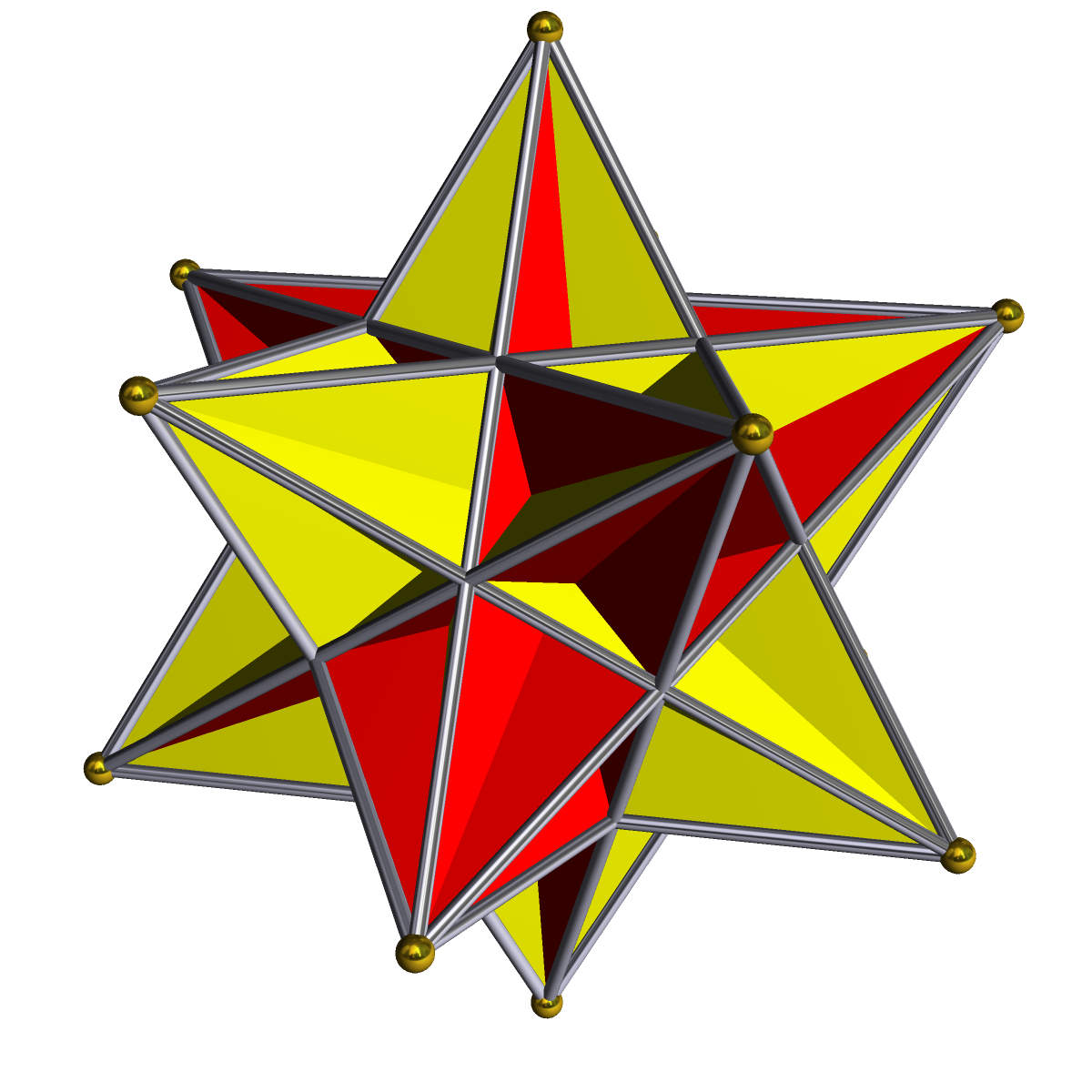
Simetrie piritoedrică

## Poliedre înrudite

Trunchiere animată de la {5/2, 5} la {5, 5/2}

Are în comun cu icosaedrul regulat dispunerea vârfurilor, iar cu micul dodecaedru stelat dispunerea laturilor.
O operație de trunchiere, aplicată în mod repetat marelui icosaedru, produce o secvență de poliedre uniforme. Trunchierea laturilor până la puncte produce marele icosidodecaedru ca un mare icosaedru rectificat. Procesul se poate continua cu birectificarea, reducând fețele originale la puncte, producând astfel marele dodecaedru stelat.
Marele dodecaedru stelat trunchiat poate fi considerat un poliedru uniform degenerat, cu 20 de fețe triunghiulare la vârfurile trunchiate și 12 fețe pentagonale (ascunse) ca trunchieri ale fețelor pentagramice originale, ultimele formând un mare dodecaedru înscris în figură și având în comun laturile icosaedrului.
Trunchierea marelui dodecaedru stelat produce o serie de poliedre uniforme neconvexe. Trunchierea muchiilor până la puncte produce dodecadodecaedrul ca un mare dodecaedru rectificat. Procesul se poate continua cu birectificarea, reducând fețele originale la puncte, producând astfel micul dodecaedru stelat.
| Nume                    | Marele dodecaedru stelat | Marele dodecaedru stelat trunchiat | Marele icosidodecaedru | Marele icosaedru trunchiat | Marele icosaedru |
| ----------------------- | ------------------------ | ---------------------------------- | ---------------------- | -------------------------- | ---------------- |
| Diagramă Coxeter–Dynkin |                          |                                    |                        |                            |                  |
| imagine                 |                          |                                    |                        |                            |                  |